# Sân bay Kandi
Sân bay Kandi (IATA: KDC, ICAO: DBBK) là một sân bay thương mại nằm gần thành phố Kandi, Alibori, Bénin.